# Atrichopogon perplexus
Atrichopogon perplexus är en tvåvingeart som först beskrevs av Jean-Jacques Kieffer 1913.  Atrichopogon perplexus ingår i släktet Atrichopogon och familjen svidknott. Inga underarter finns listade i Catalogue of Life.